# Anthoscopus flavifrons
El pájaro moscón frentigualdo (Anthoscopus flavifrons) es una especie de ave paseriforme de la familia Remizidae que vive en África occidental y central.

## Distribución
Se encuentra en las selvas de Camerún, República Centroafricana, República del Congo, República Democrática del Congo, Costa de Marfil, Gabón, Ghana, Liberia y Nigeria.